# Jardin zoologique et botanique de Kisangani
 (décembre 2024).
Si vous disposez d'ouvrages ou d'articles de référence ou si vous connaissez des sites web de qualité traitant du thème abordé ici, merci de compléter l'article en donnant les références utiles à sa vérifiabilité et en les liant à la section « Notes et références ».
 (décembre 2024).
La mise en forme du texte ne suit pas les recommandations de Wikipédia : il faut le « wikifier ».
Les points d'amélioration suivants sont les cas les plus fréquents :
- Les titres sont pré-formatés par le logiciel. Ils ne sont ni en capitales, ni en gras.
- Le texte ne doit pas être écrit en capitales (les noms de famille non plus), ni en gras, ni en italique, ni en « petit »…
- Le gras n'est utilisé que pour surligner le titre de l'article dans l'introduction, une seule fois.
- L'italique est rarement utilisé : mots en langue étrangère, titres d'œuvres, noms de bateaux, etc.
- Les citations ne sont pas en italique mais en corps de texte normal. Elles sont entourées par des guillemets français : « et ».
- Les listes à puces sont à éviter, des paragraphes rédigés étant largement préférés. Les tableaux sont à réserver à la présentation de données structurées (résultats, etc.).
- Les appels de note de bas de page (petits chiffres en exposant, introduits par l'outil «  Source ») sont à placer entre la fin de phrase et le point final[comme ça].
- Les liens internes (vers d'autres articles de Wikipédia) sont à choisir avec parcimonie. Créez des liens vers des articles approfondissant le sujet. Les termes génériques sans rapport avec le sujet sont à éviter, ainsi que les répétitions de liens vers un même terme.
- Les liens externes sont à placer uniquement dans une section « Liens externes », à la fin de l'article. Ces liens sont à choisir avec parcimonie suivant les règles définies. Si un lien sert de source à l'article, son insertion dans le texte est à faire par les notes de bas de page.
- La présentation des références doit suivre les conventions bibliographiques. Il est recommandé d'utiliser les modèles {{Ouvrage}}, {{Chapitre}}, {{Article}}, {{Lien web}} et/ou {{Bibliographie}}. Le mode d'édition visuel peut mettre en forme automatiquement les références.
- Insérer une infobox (cadre d'informations à droite) n'est pas obligatoire pour parachever la mise en page.

Pour une aide détaillée, merci de consulter Aide:Wikification.
Si vous pensez que ces points ont été résolus, vous pouvez retirer ce bandeau et améliorer la mise en forme d'un autre article.
Le jardin zoologique et botanique de Kisangani, ou zoo de Kisangani, est un parc zoologique de l'Institut congolais pour la conservation de la nature, situé à quatre kilomètres du centre ville de Kisangani .

## Historique

### Année 1950
Créé en 1951, ce parc zoologique de 84 hectares est créé pour conserver des espèces en voie de disparition.
Le parc est situé sur la rive droite de la rivière Thsopo, avec les chutes éponymes en arrière-plan. On y accède par le pont réhabilité récemment jouxtant le barrage. Le zoo est logé au sein d’une petite forêt avec la plage en contre-bas. Ou du moins ce qu’il en reste quelques cages vétustes pas du tout adaptées aux normes actuelles d’un jardin zoologique en termes de confort animal. Freddy le chimpanzé est mort, il reste un croco et quelques singes. Mais c’est plus l’occasion de prendre l’air face à la belle vue sur la rivière Tshopo.

### Année 1955
En 1955, un lion est transféré au zoo kis (Tshopo), "Quand ma sœur est née en 1955, un des marins du bateau avait offert à notre famille un lionceau. Il était très affectueux. Il s'appelait Jean-Pierre. Au bout de quelques mois, il est devenu trop gros pour dormir sur mon lit. Ma mère en fit don à l'ancien zoo. Un jour, il fut transféré au zoo de la Tshopo. J'étais très vexé parce que sur sa cage, près de la buvette, il y avait marqué "felis leo" et non pas Jean-Pierre !".

### Année 2000

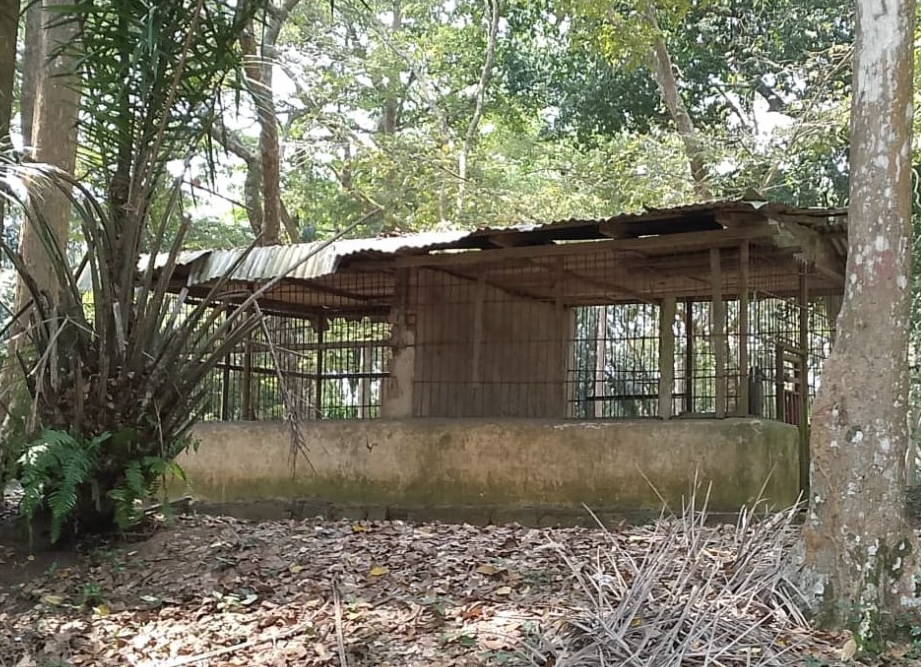
Un enclos.

En 2000, Ce jardin zoologique a abrité, lors de la guerre dit de « 6 jours », une base de l'armée ougandaise. D'après des témoins, les militaires, pour mener bien leur campement, avaient tué le lion, le buffle, un crocodile de trois mètres, et d'autres animaux. C'était le début du déclin du jardin zoologique et botanique de Kisangani.
Il y a peu, le jardin zoologique de Kisangani répondait bien à sa mission décrite dans l’ordonnance loi n°014/003 qui l’a créé. Mission de conservation ex situ, c’est-à-dire que les animaux peuvent bien vivre en dehors de leur milieu naturel, notamment la brousse ou les cours d’eau.
Une fois capturé et amené au site ex situ', l’animal mérite un meilleur traitement. Le service vétérinaire est chargé de sa prise en charge médicale, et un autre de son alimentation adaptée à sa nouvelle vie. Hélas, au zoo de Kisangani, ce service est quasiment inexistant aujourd’hui.
En 2007, c’était la disparition du pont de singe qui était installé entre la plage pour plongé dans la Tshopo, une petite île toute en longueur qui longeait cette plage.
Au fil des années, ce zoo s’est transformé en un lieu plutôt dangereux pour des vies humaines, notamment pour les visiteurs, les touristes et la population environnante. Puisque parfois, les animaux sortent librement de leurs cages. Du coup, ce lieu est devenu un mouroir même pour les animaux.

### Année 2022
En 2022, plus de 22 hectares sur les 84 que compte le zoo de Kisangani sont occupés illégalement par des tierces personnes. La plupart d’occupants ont érigé des constructions en dur, indiquant qu’ils ont acquis leurs terrains auprès des autorités locales,.

### Année 2024
En 2024, faire du jardin zoologique et botanique de Kisangani l'un des meilleurs sites touristiques de la république Démocratique du Congo, est l’objectif du projet conclu entre le gouvernement congolais à travers l’institut congolais pour la conservation de la nature et son  partenaire Mister Adams de Kono compagny.

## Espèces

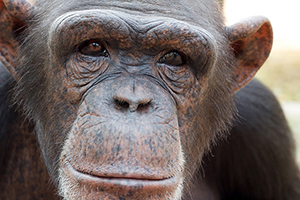
Chimpanzé.

Les chimpanzés, les babouins et les singes de Brazza constituent les espèces emblématiques de zoo de Kisangani.
Outre les richesses minières qui lui ont valu l’étiquette de « scandale géologique », la RDC dispose non seulement d’une extraordinaire variété d’écosystèmes avec une flore et une faune endémiques, mais aussi un patrimoine biologique d’une diversité exceptionnelle. Dans ce domaine, le pays fournit quelques efforts pour conserver ses forêts. Et parmi les sites pouvant faire la fierté du pays en matière de la biodiversité figure le jardin zoologique et botanique de Kisangani, dans la province de Tshopo.
Le zoo présente 144 spécimens de treize espèces différentes et emploie vingt-deux personnes.

## Sources de revenus
Parmi les différentes sources de revenus, Clément Bofeta a indiqué que le droit d’entrée s’élève à 1 000 francs congolais par visiteur. Tout visiteur qui désire photographier est tenu de payer 5 000 francs. Une somme de 10 000 francs est exigée à tout visiteur désireux de filmer. Toutes ces informations ont été livrées par le directeur provincial de l’Institut national pour la conservation de la nature (ICCN/Tshopo) et chef de site Zoo Kisangani, Clément Botefa Ikene.

## Enclos

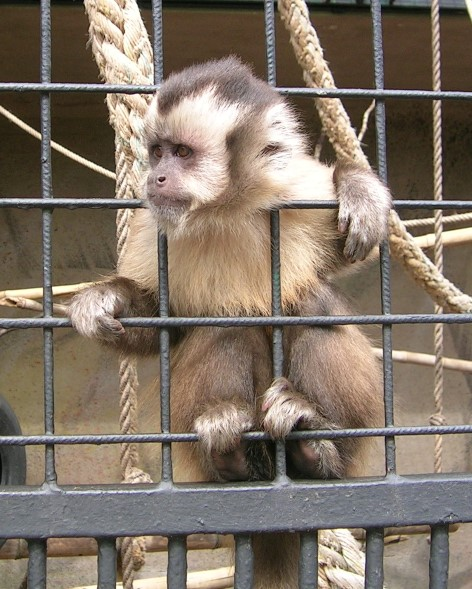
Sapajou

Le zoo comporte plusieurs enclos, tels que :
- l'enclos des crocodiles ;
- l'enclos des lions ;
- l'enclos des serpents ;
- l'enclos des primates ;
- une volière pour les oiseaux.

## Musée
Par manque de musée, le zoo exporte les cadavres d’espèces animales à la faculté des Sciences de l’Université de Kisangani.
Chaque fois que de nouveaux individus arrivent au zoo, Ils sont mises dans un premier temps en quarantaine avant leur intégration, en attendant l'avis favorable du service vétérinaire. 

## Menace
Certains autochtones habitant aux alentours réclament et se livrent au morcellement du jardin. Comme conséquence, les primates en liberté vivent en insécurité.